# جعفرآباد (اقلید)
جعفرآباد (اقلید)، روستایی از توابع بخش مرکزی شهرستان اقلید در استان فارس ایران است. و در یک کیلومتری شهر حسن آباد واقع شده است. 

## جمعیت
این روستا در دهستان شهرمیان قرار دارد و براساس سرشماری مرکز آمار ایران در سال 1398، جمعیت آنن حدود 700 نفر بوده‌است.